# Giovanni Francesco Cigna
Giovanni Francesco Cigna, né le 2 juillet 1734 à Mondovi et mort le 16 juin 1790 à Turin est un anatomiste, professeur de médecine à l'université de Turin.

## Biographie
Giovanni Francesco Cigna est fils de Filippo et d'Andretta Beccaria, sœur du physicien Giovanni Battista Beccaria. Il naît à Mondovi, le 2 juillet 1734 et fait ses études auprès du professeur Vigo et du médecin Bona. En 1750, il obtient une bourse au collège royal des Provinces à Turin, et il y suit le cours de physique du P. Beccaria, son oncle, avec Joseph-Louis Lagrange. Cigna est reçu docteur en 1734 ; il est retenu au college royal comme répétiteur, et en 1757, il est admis à l'examen d'agrégé de l'université. Deux de ses premières thèses portent sur l'usage de l'électricité dans la médecine, et sur l'irritabilité hallérienne, imprimées à Turin en 1757. Sa réputation se répand en Europe par sa réponse à la critique des doctrines de Albrecht von Haller. En 1770, il est nommé professeur d'anatomie à l'université de Turin, et y publie son traité en latin. Ses liaisons avec Lagrange, Saluzzo et Allioni, sont l'origine d'une société littéraire ancêtre de l'Académie des sciences de Turin. Quatre volumes de mémoires sont publiés par les soins du secrétaire, qui en rédige Ia préface en latin.
En 1783, une maladie oblige Cigna, d'interrompre ses recherches physico-medicales ; et l'on ne trouve plus de sa composition dans le recueil de l'académie royale des sciences, que trois dissertations, savoir 1° sur de Nouvelles expériences électriques ; 2° sur l'Électricité ; 3° sur la Respiration, où il démontre la coexistence des deux fluides électriques. Cette démonstration fut louée par Priestley.
Giovanni Francesco Cigna mourut à Turin en 1790.

## Œuvres

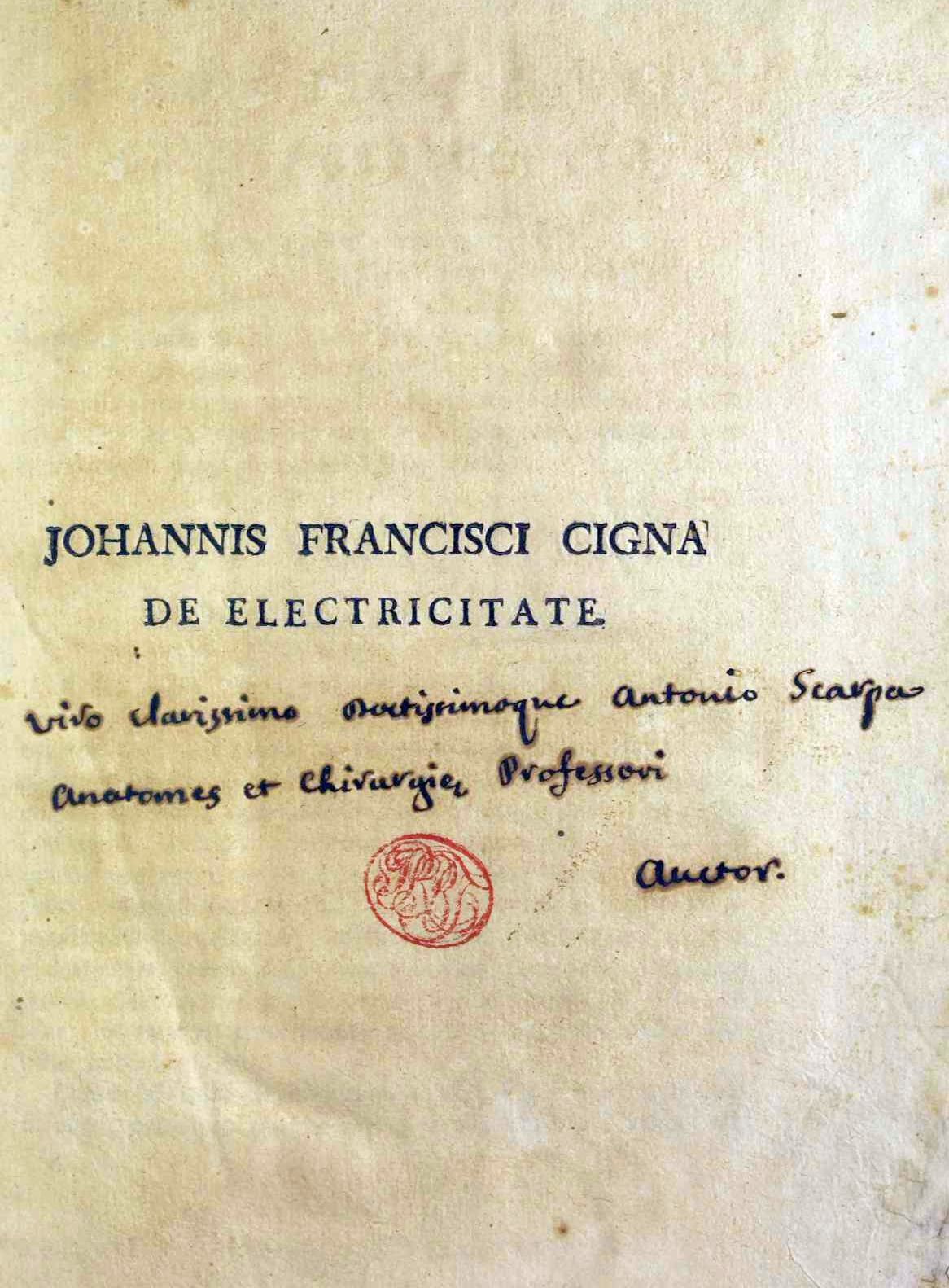
De electricitate, 1770

- Sur l'Analogie du magnétisme avec l'électricité ;
- des Expériences sur la couleur du sang ;
- Expérience sur les mouvements électriques ;
- du froid qui provient de l'évaporation des liquides ;
- de la cause de l'extinction de la flamme et de la mort des animaux privés d'air, théorie que précéda celle de Lavoisier.